# Selaginella plumosa
Selaginella plumosa là một loài dương xỉ trong họ Selaginellaceae. Loài này được L. C. Presl mô tả khoa học đầu tiên năm 1845.